# Deltocyathus varians
Espèce
Statut CITES
Deltocyathus varians est une espèce de coraux appartenant à la famille des Deltocyathidae ou Caryophylliidae.